# クールトビヤモリ
クールトビヤモリ（学名：Ptychozoon kuhli）は、有鱗目トカゲ亜目ヤモリ科トビヤモリ属に分類されるトカゲである。パラシュートヤモリとも呼ばれる。

## 分布域
タイ、ミャンマー、マレーシア、インドネシア（ジャワ島、スマトラ島、ボルネオ島）、シンガポールに分布する。

## 形態
全長18-19センチメートル。四肢や指の間、胴体の側面にヒダがある。このヒダを広げることにより空気抵抗を大きくし落下の衝撃を減らすことで、高い木から低い木へ滑空して移動する。最大飛距離は約60センチ程度である。尾にも半円状のヒダが無数に並び、空気抵抗を大きくする役目を果たしていると考えられている。これらのヒダは輪郭をぼかし、体の模様と共に樹皮への擬態にも役立っている。
尾は自切できるが、再生尾にはヒダがない。

## 生態
熱帯雨林に生息する。樹上生活を営み、木々の間を飛び回る。地上で生活することはほとんどない。外敵に襲われると尾を丸めて震わせて尾に注意を向ける威嚇行動を取る。主に夜に活動する。
食性は肉食性で昆虫類、節足動物などを食べる。
繁殖形態は卵生で、1回に2個ずつの卵を数回に分けて産む。

## 人間との関係
ペット用として流通することもあり、日本にも安価で大量に輸入されているため、入手は容易である。主に野生個体が流通する。入荷時の状態が悪く、立ち直らずに死ぬ個体が多いため、購入の際は壁面にしっかりと張り付いている個体を選択する。一度状態が落ち着けば飼育は難しくなく、物陰などに隠れることもあまりない。